# Neoathyreus panamensis
Neoathyreus panamensis es una especie de coleóptero de la familia Geotrupidae.

## Distribución geográfica
Habita en Costa Rica y Panamá.